# Amarilis Paula Alberti de Varennes e Mendonça
Amarilis Paula Alberti de Varennes e Mendonça (1 de noviembre de 1955) es una ingeniera agrónoma, micóloga, taxónoma y profesora portuguesa. Trabaja sobre la taxonomía ibérica y macaronésica, florística, sistemática de poliporoides basidiomicetes corticioides (hongos) de Portugal. Pertenece al equipo académico del Museo, Laboratorio y Jardim Botânico Tropical de la Universidad de Lisboa.
En 1979, obtuvo la licenciatura en biología por la Facultad de Ciencias, de la Universidad Técnica de Lisboa. Y en 1985 el PhD en biología, defendiendo la tesis: Algunos aspectos de la participación de huéspedes en el replicado del virus del mosaico del caupí, por la Universidad de Anglia del Este.

## Algunas publicaciones
- s. Alves, p. Alvarenga, p. Palma, a.p. Varennes, c. Queda. 2012. A contribution towards the risk assessment of soils from the São Domingos Mine (Portugal): Chemical, microbial and ecotoxicological indicators. Environmental Pollution (1987) 161: 50-56
- m. Pestana, p.j. Correia, t. Saavedra, f. Gama, a. Abadia, a.p. Varennes. 2012. Development and recovery of iron deficiency by iron resupply to roots or leaves of strawberry plants. Plant Physiology and Biochemistry 53: 1-5
- m. Pestana, f. Gama, t. Saavedra, a.p. Varennes, p.j. Correia. 2012. The root ferric-chelate reductase of Ceratonia siliqua (L.) and Poncirus trifoliata (L.) Raf. responds differently to a low level of iron. Scientia Horticulturae 135: 65-67
- a.c. Madeira, a.p. Varennes, m.m. Abreu, c. Esteves, m.c.f. Magallaes. 2012. Tomato and parsley growth, arsenic uptake and translocation in a contaminated amended soil. J. of Geochemical Exploration 123: 114-121

### Capítulos de libros
- m. Pestana, a.p. Varennes, m.g. Miguel, p.j. Correia. 2010. Consequences of iron deficiency on fruit quality in citrus and strawberry. Environmentally Friendly and Safe Technologies for Quality of Fruits and Vegetables. Faro: Univ. do Algarve, pp. 92-96
- ----------------, -------------------, e.a. Faria. 2004. Lime-induced iron chlorosis in fruit trees. Production Practices and Quality Assessment of Food Crops, vol. 2: Plant Mineral Nutrition and Pesticide Management. Dordrecht: Kluwer Acad. Publ 2: 171-215

### Revisiones de ediciones
- 2012 - Periódico: Applied Soil Ecology
- 2011 - Periódico: Spanish J. of Agricultural Res.
- 2011 - Periódico: J. of Environmental Monitoring
- 2011 - Periódico: Biodegradation (Dordrecht)
- 2010 - Periódico: Science of the Total Environment
- 2010 - Periódico: J. of Geochemical Exploration
- 2010 - Periódico: J. of Plant Nutrition and Soil Sci.
- 2010 - Periódico: J. of Hazardous Materials
- 2009 - Periódico: J. of the Air & Waste Management Association
- 2009 - Periódico: Chemosphere (Oxford)
- 2009 - Periódico: Water, Air and Soil Pollution
- 2009 - Periódico: International J. of Environment and Waste Management
- 2009 - Periódico: Pedosphere
- 2008 - Periódico: Soil & Tillage Res.
- 2006 - Periódico: Soil Use and Management
- 2006 - Periódico: European J. of Agronomy
- 2005 - Periódico: Australian J. of Agricultural Res.
- 2003 - Periódico: Scientia Horticulturae
- 2000 - Periódico: Plant and Soil
- 1995 - Periódico: Rev. de Ciências Agrárias (Belém)

### Coediciones
- 2010 - Periódico: Soil Use and Management

## Membresías
- Responsable de la Sección micológica del Herbario LISU: Jardín botánico, Museo Nacional de Historia Natural